# Кальман Месей
Кальман Месей (угор. Mészöly Kálmán, нар. 16 липня 1941, Будапешт — 21 листопада 2022, там само) — угорський футболіст, що грав на позиції захисника. Виступав, зокрема, за клуб «Вашаш», а також національну збірну Угорщини. Футболіст року в Угорщині (1962)/
По завершенні ігрової кар'єри — тренер. Очолював національні збірні Угорщини та Туреччини, а також працював з клубами з цих країн.

## Клубна кар'єра
Народився 16 липня 1941 року в місті Будапешт. Вихованець футбольної школи клубу «Керюлеті».
У дорослому футболі дебютував 1959 року виступами за команду «Вашаш», кольори якої і захищав протягом усієї своєї кар'єри гравця, що тривала чотирнадцять років. Більшість часу, проведеного у складі «Вашаша», був основним гравцем захисту команди. За цей час чотири рази виборював титул володаря Кубка Мітропи, а також чотири рази вигравав національний чемпіонат.

## Виступи за збірну
У складі збірної був учасником футбольного турніру на Олімпійських іграх 1960 року у Римі, на якому команда здобула бронзові нагороди
13 грудня 1961 року дебютував в офіційних матчах у складі національної збірної Угорщини в товариській грі проти Чилі (0:0).

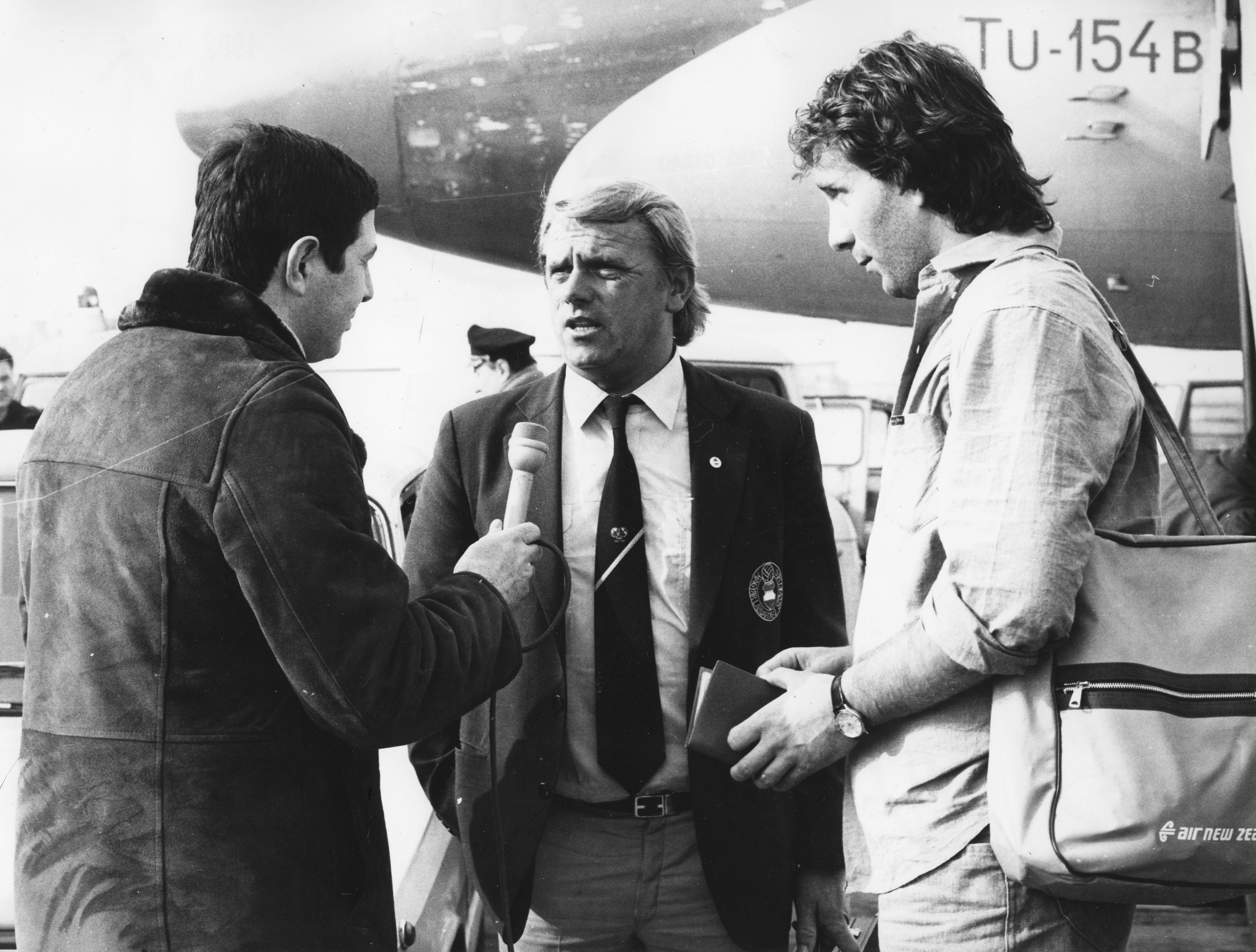
Месей (в центрі) та Тібор Нілаші дають інтерв'ю. 1982 рік.

Наступного року поїхав зі збірною на чемпіонат світу 1962 року у Чилі, після чого грав на чемпіонаті Європи 1964 року в Іспанії, на якому команда здобула бронзові нагороди, та чемпіонаті світу 1966 року в Англії.
Протягом кар'єри у національній команді, яка тривала 11 років, провів у формі головної команди країни 61 матч, забивши 6 голів.

## Кар'єра тренера
Розпочав тренерську кар'єру відразу ж по завершенні кар'єри гравця, 1972 року, очоливши тренерський штаб клубу «Ганц-МАВАГ», після чого наступного року очолив клуб «Будафокі».
Надалі очолював команди «Бекешчаба», «Вашаш», а 1980 року став головним тренером збірної Угорщини, з якою вийшов на чемпіонат світу 1982 року в Іспанії.
У 1983 році Месей повернувся до роботи з «Вашашем», а згодом відправився до Туреччини, де після недовгої роботи з місцевою збірною, очолював «Фенербахче» та «Алтай».
Після повернення на батьківщину ще два рази очолював «Вашаш» та збірну Угорщини, а у 1991—1992 роках також тренував саудівський «Аль-Іттіхад». Завершив тренерську кар'єру 1995 року.

## Титули і досягнення
- Чемпіон Угорщини (4):

«Вашаш»: 1990/61, 1961/62, 1965, 1966
- Володар Кубка Мітропи (4):

«Вашаш»: 1960, 1962, 1965, 1970
- Чемпіон Європи (U-18): 1960
- Бронзовий олімпійський призер: 1960
- Футболіст року в Угорщині: 1962

## Особисте життя
Його молодший син, Геза Месей (1967 р.н.), також колишній угорський футболіст і тренер.